# 尼古拉·车尔尼雪夫斯基
尼古拉·加夫里诺维奇·车尔尼雪夫斯基（羅馬化：Nikolay Gavrilovich Chernyshevskiy；1828年7月12日—1889年10月29日），俄国唯物主义哲学家、文学评论家、作家，革命民主主义者。

## 小传
车尔尼雪夫斯基生于萨拉托夫的神父家庭，毕业于当地神学院，兼修英语、法语、德语、意大利语、希腊语、拉丁语，及古斯拉夫语。也正是在这座学校，车氏与文学结缘。1853年，18岁的车氏进入彼得堡大学文史系学习，他一直尝试把房间弄暖和，还有一本日记专门记录这类琐事。大学时代接近进步组织彼得堡拉舍夫斯基小组，受唯物主义和空想社会主义思想影响，开始研究黑格尔和费尔巴哈哲学，这段时间使得他成为了一个无神论者。1856年起参加进步刊物《当代人》编辑工作。1862年被捕入狱，关押在彼得保罗要塞，后又流放西伯利亚服苦役，1883年由于健康原因获准回到阿斯特拉罕居住，1889年6月被准许返回故乡萨拉托夫。四个月后，因脑溢血离开了人世，享壽61岁。

## 思想
车尔尼雪夫斯基是俄国民粹主义的创始人，也是基于农村公社的社会主义社会的奠基者和对贵族革命的发起者。车尔尼雪夫斯基在哲学上，他批判贝克莱、康德、黑格尔等人的唯心主义观点，力图以唯物主义精神改造黑格尔的辩证法；在政治上，他受到赫尔岑、别林斯基和德国哲学家费尔巴哈的影响。车氏认为阶级斗争是社会进步的动力，所以他努力揭露“农奴解放”的骗局，号召农民起义。但是，车氏的《怎么办？》被陀思妥耶夫斯基斥为“思想幼稚”，陀氏在《地下室手记》中表达了自己的看法。

## 作品

### 长篇小说
- 《怎么办？：關於新人類的故事（俄语：Что делать? (роман)）》（, 1863）
- 《故事中的故事》（Повести в повести, 1863, 未完成）
- 《序幕》（Пролог. Роман из начала шестидесятых годов, 1869）

### 论著
- 《艺术与现实的美学关系》（Эстетические отношения искусства к действительности, 1855）
- 《俄国文学果戈理时期概观》（Очерки гоголевского периода русской литературы, 1856）
- 《资本与劳动》（Капитал и труд, 1859）

## 腳註
1. ↑  . .   [August 11, 2020]. （原始内容存档于2023-04-26） –Encyclopedia.com.
2. ↑  Jane Missner Basrstow Dostoevsky Versus Chernyshevsky in College Literature V, 1. Winter 1978.